# Liste der Kulturdenkmäler in Koblenz-Arzheim
In der Liste der Kulturdenkmäler in Koblenz-Arzheim sind alle Kulturdenkmäler im Stadtteil Koblenz-Arzheim der rheinland-pfälzischen Stadt Koblenz aufgeführt. Grundlage ist die Denkmalliste des Landes Rheinland-Pfalz (Stand: 28. Juni 2023).
Die Kulturdenkmäler sind Teil des seit 2002 bestehenden UNESCO-Welterbes Oberes Mittelrheintal.

## Einzeldenkmäler
| Bezeichnung                          | Lage                             | Baujahr                           | Beschreibung | Bild                           |
| ------------------------------------ | -------------------------------- | --------------------------------- | --- | ------------------------------ |
| Pfarrkirche St. Aldegundis           | Blindtal 55 Lage                 | erste Hälfte des 15. Jahrhunderts | Chor und Westturm aus der ersten Hälfte des 15. Jahrhunderts, dreischiffige neugotische Hallenkirche, 1900/1901, Architekt Josef Kleesattel, Düsseldorf; zweiter Erweiterungsbau mit Ersatz des Schiffs 1970/71; auf dem Vorplatz Sandsteinmadonna, letztes Drittel des 17. Jahrhunderts | weitere Bilder Fotos hochladen |
| Kapelle Zur Mutter der schönen Liebe | Unterdorfstraße, vor Nr. 55 Lage | 1844–46                           | Bruchsteinsaalbau, 1844–46; ursprünglich außerhalb des Dorfes gelegene Kapelle, wurde auf Veranlassung des Arzheimer Pastors Nikolaus Weller erbaut | weitere Bilder Fotos hochladen |